# Kopica (Pojezierze Drawskie)
Kopica – wzniesienie o wysokości ok. 163 m n.p.m. na Pojezierzu Drawskim, położone w woj. zachodniopomorskim, w powiecie drawskim, w gminie Czaplinek.
Teren wzniesienia znajduje się w Drawskim Parku Krajobrazowym, obszarze chronionego krajobrazu "Pojezierze Drawskie", specjalnym obszarze ochrony siedlisk "Jeziora Czaplineckie", obszarze specjalnej ochrony ptaków "Ostoja Drawska".
Niecały 1 km na zachód od Kopicy leży wieś Nowe Drawsko. Ok. 0,7 km na północ znajduje się jezioro Żerdno.
Nazwę Kopica wprowadzono urzędowo w 1950 roku, zastępując poprzednią niemiecką nazwę Dicker-Berg.